# Lštění
Lštění je obec v okrese Benešov ve Středočeském kraji. Leží na levém břehu řeky Sázavy necelých deset kilometrů severovýchodně od Benešova a 33 kilometrů jihovýchodně od centra Prahy. Žije zde 498 obyvatel.

## Historie
První písemná zmínka o vesnici sice pochází z roku 1398, ale v raném středověku zde bylo vystavěno pravděpodobně přemyslovským knížetem Spytihněvem I. hradiště, které patřilo mezi významné hraniční body tehdejšího přemyslovského patrimonia. Kronikář Kosmas označuje k roku 1055 Lštění jako castrum munitissimum, tedy pevný hrad. Hradiště zaniklo pravděpodobně ve 12. století.

## Obyvatelstvo
| Rok            | 1869 | 1880 | 1890 | 1900 | 1910 | 1921 | 1930 | 1950 | 1961 | 1970 | 1980 | 1991 | 2001 | 2011 | 2021 |
| -------------- | ---- | ---- | ---- | ---- | ---- | ---- | ---- | ---- | ---- | ---- | ---- | ---- | ---- | ---- | ---- |
| Počet obyvatel | 250  | 240  | 260  | 258  | 219  | 210  | 277  | 428  | 539  | 455  | 364  | 283  | 293  | 408  | 481  |
| Počet domů     | 31   | 30   | 35   | 37   | 34   | 40   | 88   | 250  | 131  | 129  | 110  | 136  | 146  | 179  | 179  |

## Obecní správa

### Územněsprávní začlenění
Dějiny územněsprávního začleňování zahrnují období od roku 1850 do současnosti. V chronologickém přehledu je uvedena územně administrativní příslušnost obce v roce, kdy ke změně došlo:
- 1850 země česká, kraj České Budějovice, politický a soudní okres Benešov[8]
- 1855 země česká, kraj Tábor, soudní okres Benešov
- 1868 země česká, politický a soudní okres Benešov
- 1939 země česká, Oberlandrat Tábor, politický i soudní okres Benešov[9]
- 1942 země česká, Oberlandrat Praha, politický i soudní okres Benešov[10]
- 1945 země česká, správní i soudní okres Benešov[11]
- 1949 Pražský kraj, okres Benešov[12]
- 1960 Středočeský kraj, okres Benešov, obec Čtyřkoly-Lštění[13]
- k 24. listopadu 1990 Středočeský kraj, okres Benešov[13]
- 2003 Středočeský kraj, okres Benešov, obec s rozšířenou působností Benešov

### Části obce
- Lštění
- Zlenice

V letech 1869–1910 k obci patřily i Čtyřkoly.

### Obecní symboly
Znak a vlajka byly obci uděleny rozhodnutím předsedy Poslanecké sněmovny Parlamentu České republiky dne 11. dubna 2008.

## Společnost
V obci Lštění (přísl. Dubsko, Zlenice, 350 obyvatel) byly v roce 1932 evidovány tyto živnosti a obchody: výroba cementového zboží, cihelna, holič, dva hostince, kovář, obuvník, rolník, obchod se smíšeným zbožím, stavitel, trafika, truhlář, zahradník, zednický mistr.

## Doprava
Do obce vede silnice III. třídy. Vesnice leží na železniční trati Čerčany – Světlá nad Sázavou, což je jednokolejná regionální trať, doprava byla v úseku Čerčany–Kácov zahájena roku 1901.
Obcí vedou turistické trasy červeně značené turistické trasy Čerčany – Lštění – Chocerady – Sázava a Lštění – Hradiště – Dubsko. V části obce Zlenic funguje přes Sázavu přívoz, z druhého břehu řeky je možné dojít na zříceninu hradu Zlenice.

## Pamětihodnosti
- Areál raně středověkého hradiště Lštění
- Kostel svatého Klementa obklopený hřbitovem na hradišti. Písemně je doložen teprve ve 14. století, ze starobylého zasvěcení svatému Klementu a existence přilehlého pohřebiště se však usuzuje na původ současný s hradištěm. Barokní podoba stavby pochází z roku 1730, kdy dal kostel obnovit majitel konopišťského panství hrabě Jan Josef z Vrtby.
- Zřícenina hradu Stará Dubá
- Zřícenina městečka Odranec na levém břehu řeky pod hradem Stará Dubá u železniční trati Čerčany–Světlá nad Sázavou

## Galerie

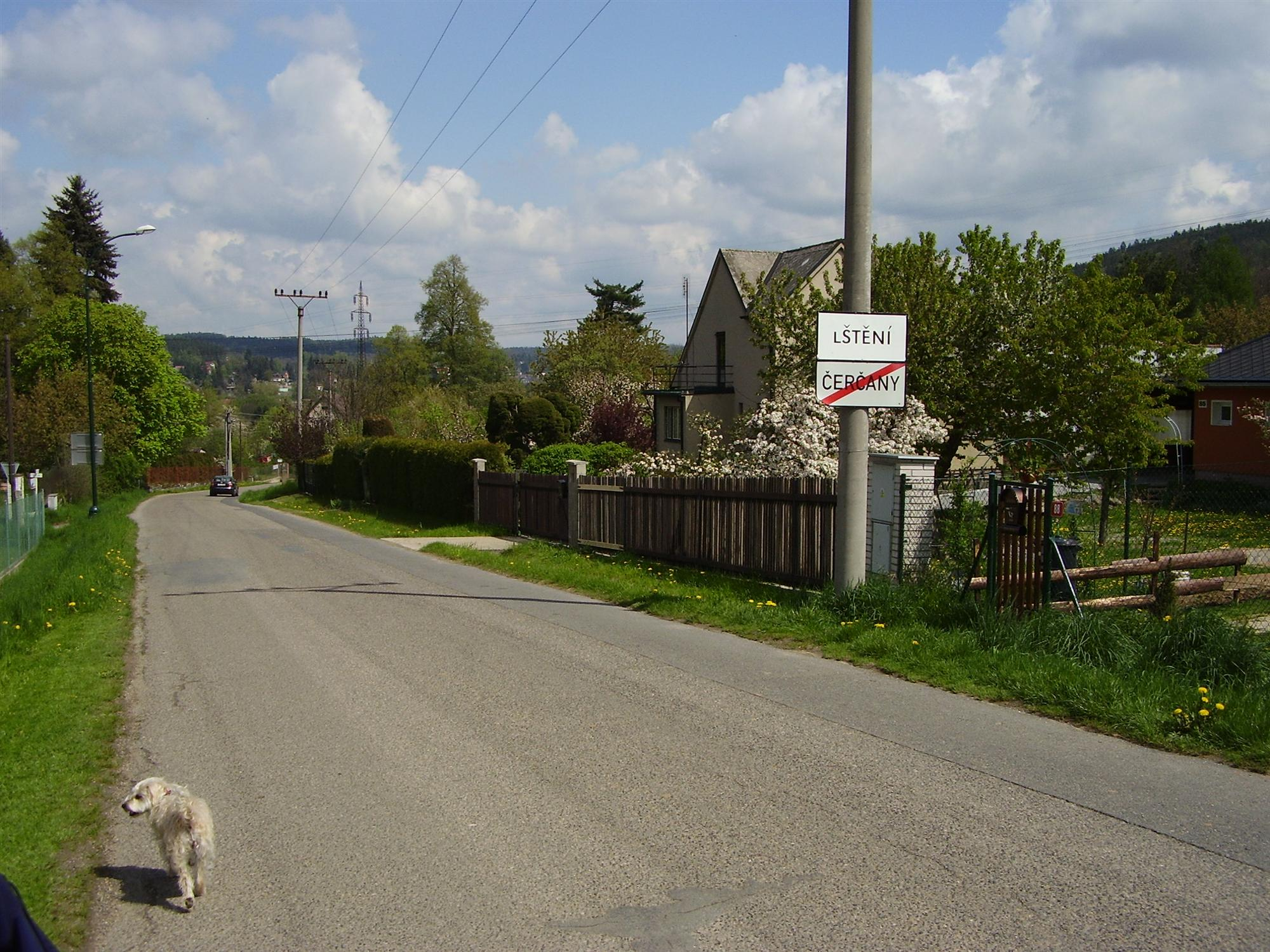
Začátek obce směrem od Čerčan
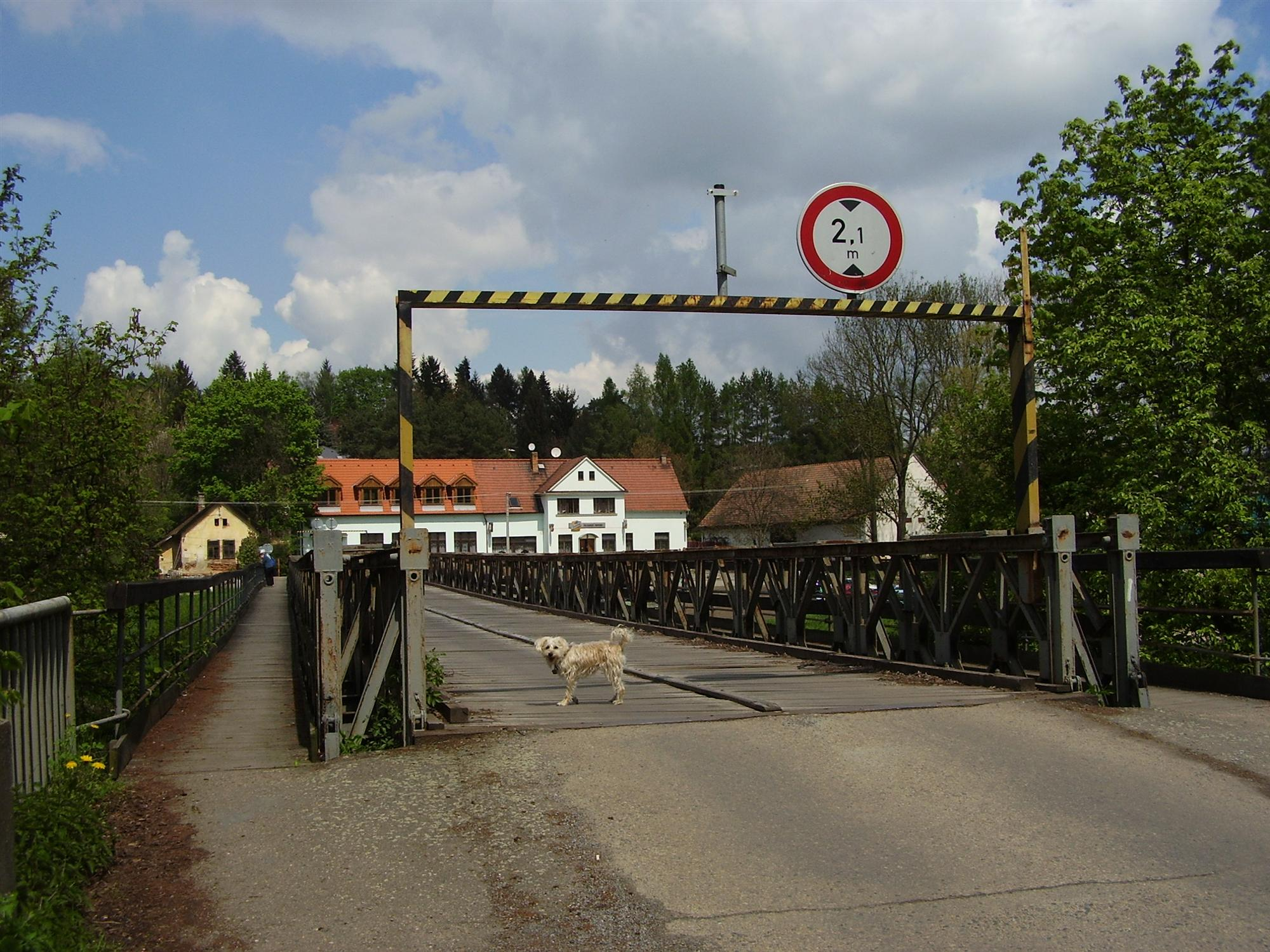
Most mezi Lštěním a Čtyřkoly
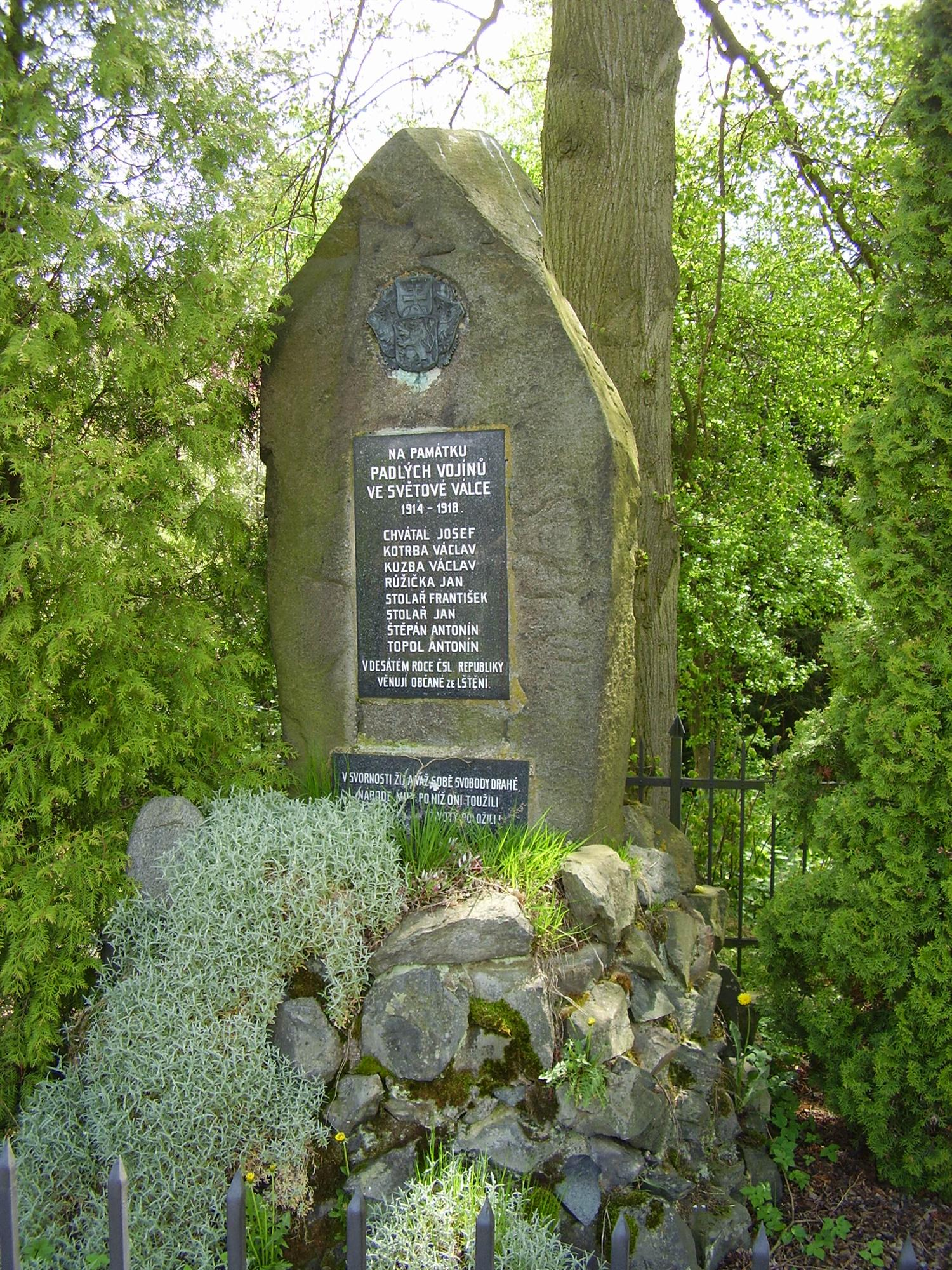
Památník obětem první světové války ve Lštění
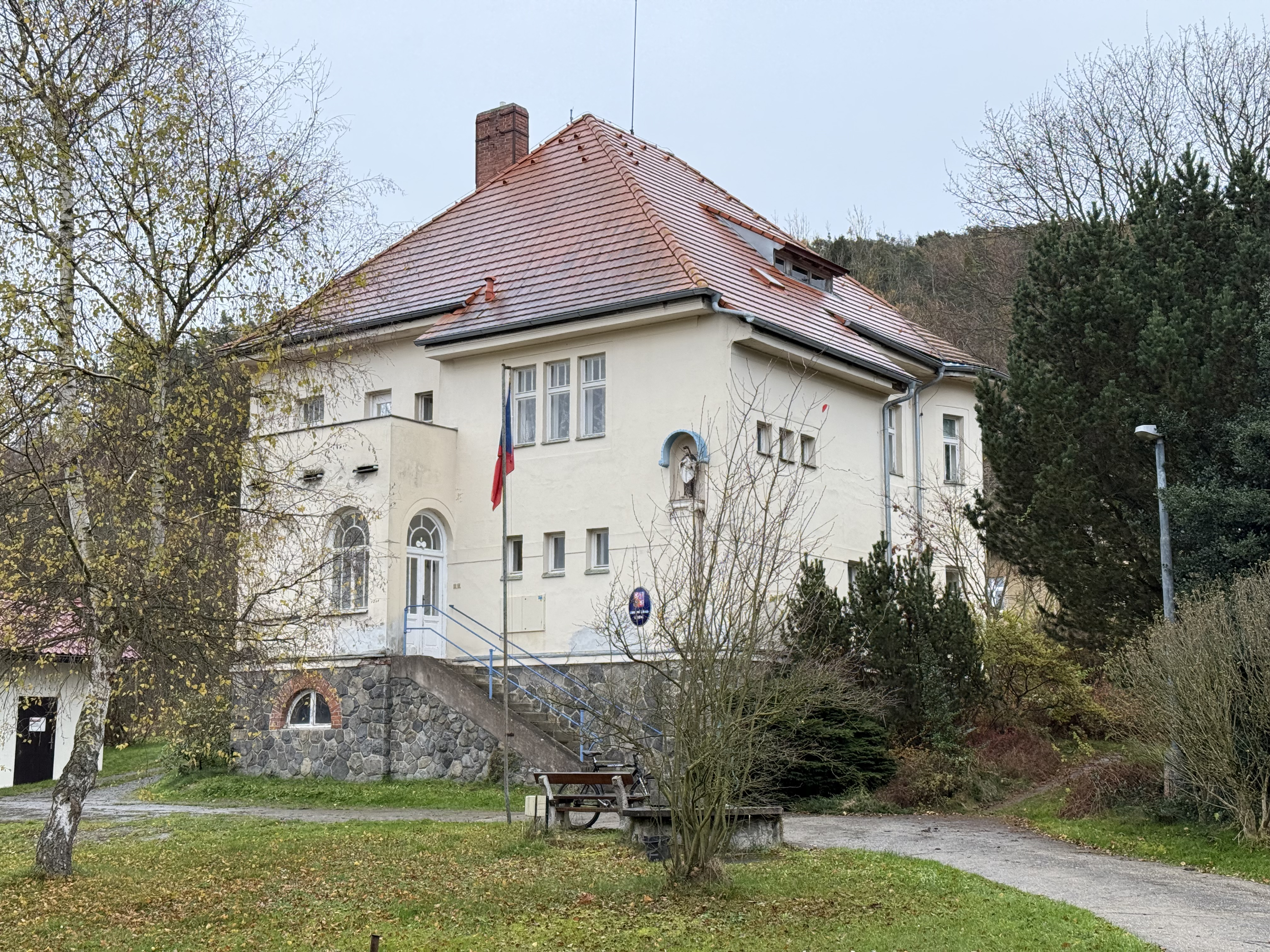
Obecní úřad Lštění (2024)